# Cantó de Flize
El cantó de Flize és un cantó francès del departament de les Ardenes, situat al districte de Charleville-Mézières. Té 22 municipis i el cap és Flize.

## Municipis
- Les Ayvelles
- Balaives-et-Butz
- Boulzicourt
- Boutancourt
- Chalandry-Elaire
- Champigneul-sur-Vence
- Dom-le-Mesnil
- Élan
- Étrépigny
- Flize
- Guignicourt-sur-Vence
- Hannogne-Saint-Martin
- Mondigny
- Nouvion-sur-Meuse
- Omicourt
- Saint-Marceau
- Saint-Pierre-sur-Vence
- Sapogne-et-Feuchères
- Villers-le-Tilleul
- Villers-sur-le-Mont
- Vrigne-Meuse
- Yvernaumont

## Història
| Data d'elecció                           | Identitat        | Partit        | Qualitat |
| ---------------------------------------- | ---------------- | ------------- | -------- |
| 1945-1951                                | Henri Clin       | SFIO          |          |
| 1951-1958                                | Roger Villemaux  | PCF           |          |
| 1958-1970                                | Marcel Jacquemin | SFIO          |          |
| 1970-1994                                | Roger Villemaux  | PCF           |          |
| 1994-2000                                | Jacques Habran   | Divers gauche |          |
| 2000-                                    | Hugues Mahieu    | PS            |          |
| les dades anteriors no són pas conegudes |                  |               |          |
|                                          |                  |               |          |

## Demografia
| A partir de 1990: Població sense dobles comptes |